# Plate-forme européenne des instances de régulation
Pour les articles homonymes, voir EPRA.
La plate-forme européenne des instances de régulation ou EPRA (acronyme anglais pour European Platform of Regulatory Authorities) est une plate-forme ouverte internationale européenne de discussion sur les sujets intéressant les autorités de régulation des médias audiovisuels (tous médias audiovisuels et en particulier radiodiffusion, cinéma et "nouveaux médias"
. 
(à ne pas confondre avec la « plate-forme centrale pour la transparence des informations » qui est un nouvel instrument européen destiné à centraliser et publier une information pertinente et utile sur l'électricité et son marché.

## Gouvernance
Le secrétariat de l'EPRA est basé à Strasbourg en France depuis 2006. Ses membres sont dits "observateurs" et travaillent dans des "groupes de travail" thématiques.

49 instances de régulation de l'audiovisuel émanant de 41 pays européens sont actuellement membres de l'EPRA.
La Commission européenne et le Conseil de l'Europe sont des observateurs permanents au sein de la plate-forme.

## Missions
La plate forme s'est donné comme objectif général, en lien avec le Conseil de l'Europe (via sa Division Médias) et la Commission européenne (via la DG Éducation et Culture et la DG Marché intérieur), avec IRIS Merlin (Base de données d'informations juridiques relatives au secteur audiovisuel en Europe) d'améliorer la régulation des médias, notamment en prenant en compte les médias numériques et les évolutions apportés par les TIC (avec l'Internet et le Web 2.0 en particulier).
Elle s'est donné trois missions :
1. être un « forum de discussions informelles et d'échanges de vues entre instances de régulation dans le secteur de l'audiovisuel »[2] ;
2. être un « réseau d'échange d'informations sur des questions communes touchant à la réglementation et à la régulation de l'audiovisuel à l'échelle européenne et nationale » ;
3. offrir un « espace de discussion des solutions pratiques aux problèmes juridiques concernant l'interprétation et l'application de la réglementation de l'audiovisuel ».

À titre d'exemple, les observateurs via un travail de veille et de surveillance se penchent sur les questions et problèmes d'indépendance des médias, de transparence et d'impartialité, rendues difficiles par la « Convergence des médias et impartialité en matière de radiodiffusion » d'auto-régulation et de co-régulation, les annuaires des médias (qui peuvent comme en Norvège « améliorer la transparence et la sensibilisation en portant à la connaissance du public les identités des propriétaires des médias norvégiens » ou encore la « qualité des contenus dans l'environnement numérique »), le droit de la publicité et le cas particulier de la « publicité politique » commerciale et - en lien avec plusieurs « affaires récemment traitées par la Cour européenne des droits de l'homme » - son statut juridique en Europe, qui n'est pas encore clairement défini ou encore des techniques publicitaires dans l'audiovisuel, les nouveaux modèles de financement de la publicité (dont numérique), les questions de séparation du contenu et de la communication, de « publicité cachée » et de placement des produits, etc.

## Histoire
La plate-forme européenne des instances de régulation a été créé en avril 1995 à Malte pour permettre à de nombreux régulateurs et réseaux européens de régulateurs  (voire de membre du réseau de régulateurs méditerranéen, RIRM) et francophones, REFRAM, créé en 2007, dont le secrétariat permanent a été confié au CSA) de mutualiser leurs réflexions et retours d'expérience.